# Ngựa Morvan
Ngựa Morvan (tiếng Pháp: Cheval du Morvan) còn được gọi là ngựa Morvandiau, ngựa Morvandain hoặc ngựa Morvandelle là một giống ngựa Pháp đã tuyệt chủng từ khối núi Morvan ở Bourgogne, nơi chúng được đặt tên theo địa danh này. Ngựa được nuôi trong nhà Morvan từ trước Cách mạng Pháp, cả hai đều là ngựa yên để săn cáo và sử dụng trong lực lượng kỵ binh, và để sử dụng để làm con ngựa kéo. Chúng có chiều cao nhỏ đến trung bình và được biết đến với sức mạnh và sự kiên trì của chúng. Cheval du Morvan đã tuyệt chủng với sự ra đời của công nghiệp hóa và cải thiện giao thông vận tải trong thế kỷ XIX. Là một con ngựa kéo nó đã được thay thế bởi các giống ngựa Nivernais và ngựa Comtois, và như một con ngựa yên của giống ngựa Thuần Chủng (Thoroughbred).
Con ngựa Morvan trở thành nạn nhân của sự nghiệp công nghiệp hóa và các yêu cầu về ngựa thời chiến, khiến nó trở thành một trong những giống địa phương đã tuyệt chủng trong thế kỷ 19. Cheval du Morvan cũng được ghi chép lại trong các tài liệu từ thế kỷ 19. Sự gia tăng của con ngựa kéo trong nửa đầu của thế kỷ 19 được cho là đã góp phần vào sự tuyệt chủng của con ngựa Morvan. René Musset lập luận rằng con ngựa yên ngựa phần lớn được thay thế bởi con ngựa kéo nhưng Bernadette Lizet cho rằng việc chăn nuôi ngựa Morvan coi như đã chết vì không ai quan tâm. Eugène Gayot trích dẫn việc sử dụng ngựa Morvan trong thời chiến, cuộc cách mạng nông nghiệp, xây dựng đường mới, mở kênh đào du Nivernais và gia tăng sử dụng đồng cỏ để chăn nuôi gia súc là yếu tố trong sự tuyệt chủng của con ngựa Morvan Marcel Mavré cho rằng các cuộc chiến tranh thế kỷ 19 đã đổ lỗi cho việc này trong khi Bernadette Lizet trích dẫn các yếu tố hiện đại khác, bao gồm xây dựng đường sắt. Đến năm 1840, Achille de Montendre lưu ý rằng ngựa Morvan chỉ sống ở một số địa điểm. Vào năm 1861, theo Eugène Gayot, ngựa Morvan đã tuyệt chủng hoàn toàn.